# Micrasterias mahabuleshwarensis
Micrasterias mahabuleshwarensis là một loài Song tinh tảo trong họ Desmidiaceae, thuộc chi Micrasterias.